# Audronius Ažubalis
Audronius Ažubalis (Vilnius, 17 gennaio 1958) è un politico e giornalista lituano, Ministro degli affari esteri dal 2010 al 2012.

## Biografia
Laureato in storia presso l'Università di Vilnius nel 1989, proseguì i suoi studi di giornalismo al College Macalester di Saint Paul in Minnesota.